# Мария Попова (медиен експерт)
Вижте пояснителната страница за други личности с името Мария Попова.
Мария Александрова Попова (р. 18 април 1977 г., София) е българска социоложка на медиите, доцент във Факултета по журналистика и масова комуникация на Софийския университет „Св. Климент Охридски“.

## Биография
Мария Попова завършва 22 СОУ „Георги С. Раковски“ – хуманитарен профил, и магистратура по журналистика във Факултета по журналистика и масова комуникация на СУ „Св. Климент Охридски“. Доктор по социология с дисертация на тема „Виртуалният човек – социално-комуникационни особености“ (2004) с научен ръководител Елиезер Алфандари. Доцент по обществени комуникации и информационни науки във Факултета по журналистика и масова комуникация на Софийския университет (2013). Публикува в печата научни текстове в областта на интернет, теорията на медиите и медийните изкуства. Пише поезия и проза, нейни текстове са публикувани в „Литературен вестник". Работила е като журналист в БНР и във в. „Култура“. През 2001 г. е отличена на Националния конкурс за младежка поезия „Веселин Ханчев“..

## Книги
Авторски
- Виртуалният човек (изследване). София: „Изток-Запад“, 2005. [2]
  - Виртуалният човек. 2 изд. Велико Търново: Фабер, 2012 ISBN 978-954-400-656-3
- Виртуално запознанство (сборник с разкази). 2009.
- Журналистическата теория. Велико Търново: Фабер, 2012 ISBN 978-954-400-710-2
- (в съавторство с Милко Петров и Мария Вазински) Медиите в Европа. Велико Търново: Фабер, 2012 ISBN 978-954-400-704-1 [3]

Съставителство
- (съсъставител заедно с Милко Петров и Маргарита Пешева) Думите на медийния преход Архив на оригинала от 2012-01-31 в Wayback Machine.. Велико Търново: Фабер, 2010
- (съсъставител заедно с Милко Петров и Маргарита Пешева) Дигиталните медии. Речник на основните понятия. Велико Търново: Фабер, 2012 ISBN 978-954-400-813-0